# Victor d’Arcy
Victor d’Arcy (Victor Henry Augustus „Vic“ d’Arcy; * 30. Juni 1887 in Rotherhithe, Greater London; † 12. März 1961 in Südafrika) war ein britischer Leichtathlet und Olympiasieger.
Bei den Olympischen Spielen 1912 in Stockholm nahm er sowohl am 100- als auch am 200-Meter-Lauf teil, schied aber jeweils im Halbfinale aus.
In der 4-mal-100-Meter-Staffel gewann er jedoch die Goldmedaille, zusammen mit seinen Mannschaftskollegen David Jacobs, Henry Macintosh und Willie Applegarth. Das Team des Vereinigten Königreichs von Großbritannien und Irland profitierte sowohl im Halbfinale wie auch im Finale von Wechselfehlern der schärfsten Konkurrenten, den Vereinigten Staaten und Deutschland.
Bei den Olympischen Spielen 1920 in Antwerpen erreichte d’Arcy über 100 Meter das Viertelfinale und schied über 200 Meter im Vorlauf aus. In der 4-mal-100-Meter-Staffel erreichte er mit seinen Mannschaftskollegen den vierten Platz.

## Einzelnachweise

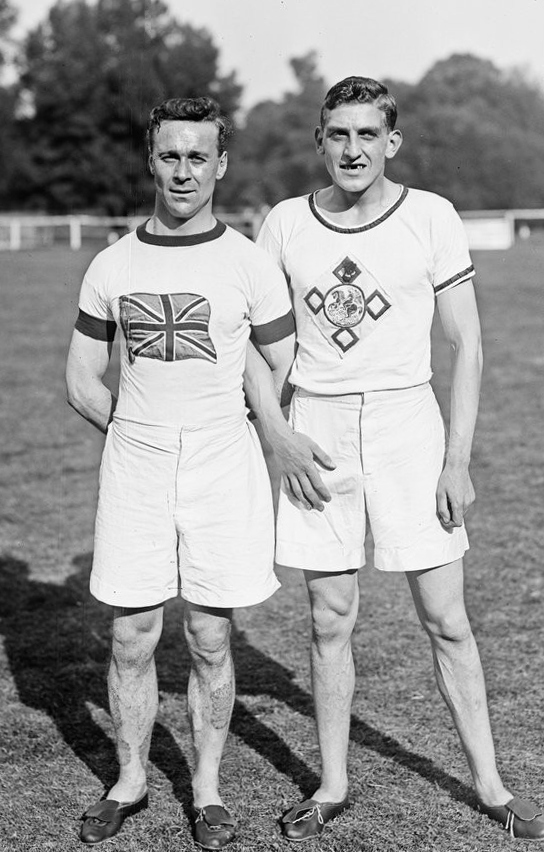
Victor d’Arcy (l.) und Harold Abrahams, 1920